# Rage de Philadelphie
 (décembre 2023).
Si vous disposez d'ouvrages ou d'articles de référence ou si vous connaissez des sites web de qualité traitant du thème abordé ici, merci de compléter l'article en donnant les références utiles à sa vérifiabilité et en les liant à la section « Notes et références ».
Le Rage de Philadelphie (en anglais : Philadelphia Rage) était un club franchisé de américain de basket-ball féminin. La franchise, basée à Philadelphie, a appartenu à la American Basketball League.

## Noms successifs
- 1996-1997 : Rage de Richmond
- 1997-1998 : Rage de Philadelphie

## Palmarès
- Finaliste de la ABL : 1997

## Entraîneurs successifs
- Anne Donovan

## Joueuses célèbres ou marquantes
- Teresa Edwards
- Dawn Staley